# Sövestads kyrka
Sövestads kyrka är en kyrkobyggnad i Sövestad. Den tillhör Ystad-Sövestads församling i Lunds stift.

## Kyrkobyggnaden
Ursprungliga kyrkan med kor och absid i öster uppfördes på 1100-talet, troligen av Carl stenmästare. På 1400-talet tillkom västpartiet, tegelvalven och tornet.

## Inventarier
En medeltida dopfunt i sandsten är inte den ursprungliga. Delar av en äldre dopfunt finns på Lunds universitets historiska museum.
Altartavlan är utförd i kalksten och vit alabaster. Den donerades 1626 av Otto Marsvin och Mette Brahe på Krageholms slott.
Krucifixet, predikstolen från 1729 och korets fonddekoration med draperi och änglar är utförda av Johan Jerling. Han arbetade på uppdrag av Christina Piper, ägare till Krageholms slott och kyrkans patronus.
Av kyrkklockorna är lillklockan gjuten i Malmö 1742 av Andreas Wetterholtz. Storklockan tillverkades ursprungligen 1560, stöptes om 1766 i Malmö och stöptes om än en gång 1862 av Leopold Brausewetter i Hörby.

### Orgel
- 1849 byggde Johan Lambert Larsson, Ystad en orgel.
- 1886 byggde Carl Elfström, Ljungby en orgel med 10 stämmor.
- Den nuvarande orgeln byggdes 1956 byggde Frederiksborgs Orgelbyggeri, Hilleröd, Danmark och är en mekanisk orgel. Fasaden till orgeln är gammal.

| Huvudverk I   | Svällverk II      | Pedal       | Koppel |
| Kvintadena 8' | Gedackt 8´        | Subbas 16´  | I/P    |
| Principal 4'  | Gemshorn 4'       | Oktavbas 8' | II/P   |
| Blockflöjt 2' | Svegel 2'         | Skalmeja 4' | II/I   |
| Mixtur 3 chor | Scharf 2 chor     |             |        |
| Krumhorn 8'   | Crescendosvällare |             |        |